# 前期

前期是有丝分裂的第一步。DNA已在之前的G2期复制。

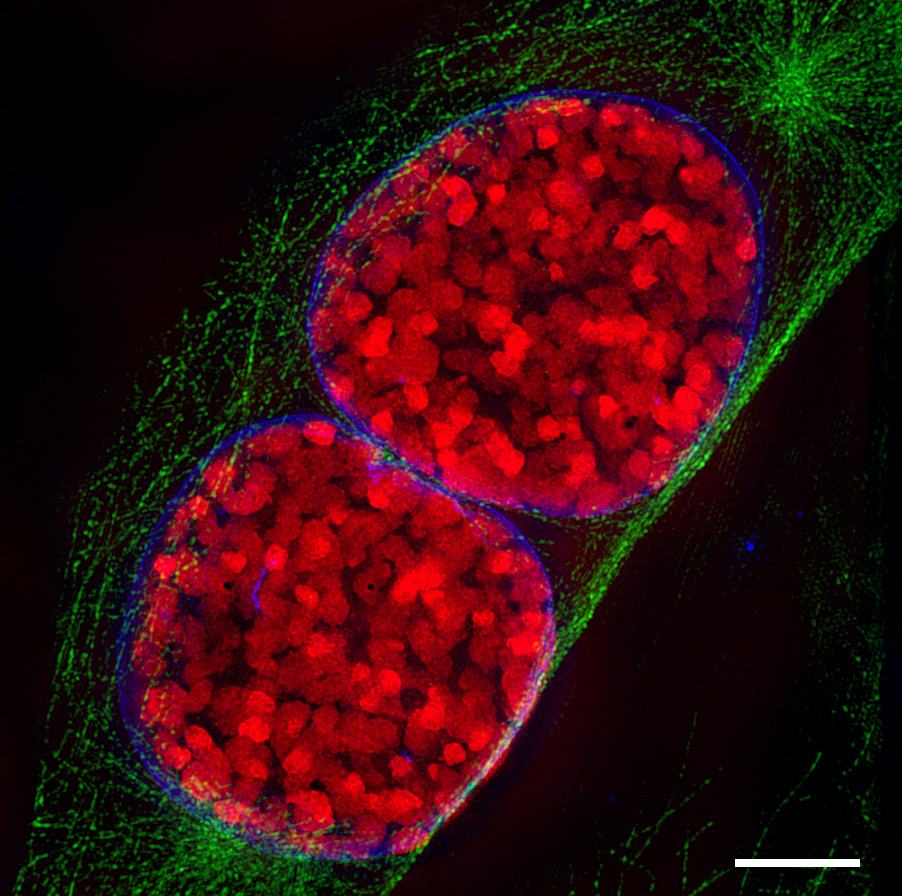
荧光显微镜下前期的两小鼠细胞核（比例尺为5微米）。

前期是有丝分裂和减数分裂的第一阶段。细胞在间期完成DNA复制后进入前期。前期的主要事件包括染色体缩聚和核仁消失。

## 染色和显微镜观察
显微镜可用来观察有丝分裂与减数分裂过程中缩聚的染色体。
染色体在前期的活动可通过众多DNA染色法处理后视觉观察。
吉姆萨G显带法常用于识别哺乳类染色体，由于植物染色体紧缩程度高，该法难以用于植物细胞。G显带技术在1990年首次成功用于植物染色体中。在有丝分裂与减数分裂前期，吉姆萨染色可在染色体上形成G显带。银染技术较新，与吉姆萨染色同时使用可对减数分裂前期联会复合体进行成像。G显带法需要固定染色体，因此不能用于活细胞。
DAPI在内的荧光染料可用于活植物和动物细胞。此类染料不能呈现染色体带，但可用于特定区域或基因的DNA探针检测。荧光显微镜观察极大提高了空间解析度。

## 有丝分裂前期
前期是动物细胞有丝分裂的第一阶段，植物细胞有丝分裂的第二阶段。:37前期开始时每个染色体有两份相同拷贝；两份拷贝于间期复制。这两份拷贝是姊妹染色单体，两单体由着丝粒连接。前期主要事件为染色体凝缩、中心体移动、纺锤体形成、核仁解体。

### 染色体凝缩
间期复制的DNA长达四厘米，在间期凝缩为若干微米的染色体。 该过程通过凝缩蛋白复合体实现。凝缩后的染色体包含两个姊妹染色单体，两单体由着丝粒连接。

### 中心体移动
中心体在动物细胞前期分离，该过程可在可在光学显微镜下观察。两中心体的微管活动由于募集γ-微管蛋白而增强。中心体在间期复制后由中心体相关马达蛋白向细胞两极移动。两中心体延伸出的微管相互交错，协助中心粒移动。

### 纺锤体形成
中心体分离后在间期负责支撑作用的微管解聚。中心体向细胞两极移动的同时形成了星状体；星状体是中心体向四周发出的微管。从各个中心体发出的微管从两极相互连接，形成纺锤体的基本结构。植物细胞没有中心体，其染色体可以促使微管成核并以此组织纺锤体。植物细胞中微管在细胞两极聚集形成纺锤体的位置是灶点。:37纺锤体对有丝分裂意义重大，在间期会分离姊妹染色体。

### 核仁解体
核仁在前期开始降解，因此停止核糖体合成。核仁解体象征着细胞能量从一般新陈代谢到细胞分裂的转移。核膜在此过程中不发生变化。:37

## 减数分裂前期
减数分裂有两轮染色体分离，因此分别有前期I和前期II。前期I中同源染色体需要配对、重组，是减数分裂最复杂的阶段。:98前期II与有丝分裂前期类似。

### 前期I
前期I分为细线期、偶线期、粗线期、双线期、终变期五个阶段。除有丝分裂前期中发生事件外，前期I中还包括同源染色体配对、重组。前期I的速度根据物种和性别而不同。许多物种的卵细胞在排卵前阻滞于双线期。:98人类卵细胞可在前期I停留数十年并在排卵前迅速完成减数分裂I。

#### 细线期
前期I的第一阶段是细线期，染色体在此期间缩聚。:98每个染色体是单倍体，带有两个姊妹染色单体；姊妹染色单体的染色质缩聚程度不足以在光学显微镜下观察。:98同源染色体对上的同源区域在此期间开始配对。

#### 偶线期
前期I的第二阶段是偶线期，所有父源及母源染色体在此已与同源伙伴配对。:98同源染色体对随后进行联会，该过程中联会复合体将来自双亲的非姊妹染色单体对齐。:98由联会复合体配对的染色体对是二价体或四分体。:56:98性染色体由于仅有小部分同源区域不能完全联会。:98
核仁从细胞核中心移至其边缘。

#### 粗线期
前期I的第三阶段是粗线期，在联会完成后开始。:98染色质此时足够缩聚，在显微镜下可见染色体。:56联会复合体上形成了重组节。重组节促使二价体上的非姊妹染色单体交换遗传信息，该过程为染色体互换或遗传重组。:98每个二价体可发生多次重组，人类每个染色体平均发生二到三次重组。:681

#### 双线期
前期I的第四阶段是双线期，此时染色体互换完成。:99:56同源染色体此时有参杂父母来源的整套遗传信息。:99染色体互换发生位置形成了交叉，将同源染色体固定在一起，联会复合体此时降解。:99众多物种在此时阻滞减数分裂。:99

#### 终变期
前期I的第五阶段是终变期，染色质缩聚完成，显微镜下可见四个姊妹染色单体构成的二重体。:100终变期其余阶段类似于有丝分裂前中期，纺锤体开始形成，核膜开始解体。:56:100

### 前期II
减数分裂前期II与有丝分裂前期类似。:100不同之处在于前期II中染色体数量为单倍体，有丝分裂前期中为二倍体。:54动物和植物细胞中染色体可在末期I解缩聚并在前期II再缩聚。:100:56在拟南芥中若染色体不需要在缩聚，则前期II可很快进行。:56

## 动植物前期区别

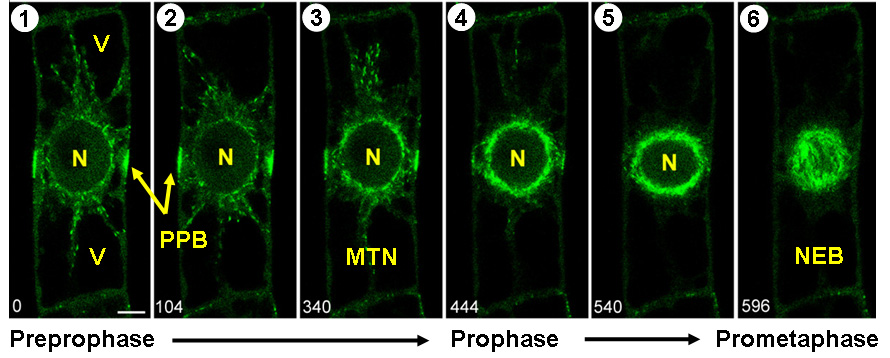
拟南芥早前期、前期、前中期。图1-3中细胞壁内侧可见早前期带；早前期带在图4中退缩，在图5中消失。

动植物细胞前期的主要区别是植物没有中心粒。:37植物细胞通过细胞两极灶点或染色体组织纺锤体。:37植物有丝分裂还特有早前期；植物在早前期形成由微管组成的早前期带。:37早前期带在前中期消失。:37

## 细胞周期检查点
减数分裂前期I是动植物细胞前期中最复杂的。有多个细胞周期检查点以确保同源染色体配对、正确遗传重组。减数分裂检查点网络是一套DNA损伤相应系统，控制DNA双断修复、染色质结构、染色体配对。该系统有多个信号通路以阻止细胞在有重组错误是进入间期I。